# 漫客栈
《漫客栈》是知音动漫成立的网站，但因为有色情、暴力的内容被查获而进行删除、修改、下线。 在2011年5月10日改版，2012年5月24日更换官方域名，是通过作者上传、发布漫画作品的网站。